# Università di Tolosa
L'Università di Tolosa è un insieme di università e grandi scuole pubbliche francesi situate nella città di Tolosa e nella regione Midi-Pirenei. Conta su 104.000 studenti.

## Membri
- Università di Tolosa I: Capitole – UT1 (Legge, Economia, Management)
- Università di Tolosa II - Le Mirail – UT2 (Arti, Letteratura, Scienze Umane e Lingue)
- Università di Tolosa III: Paul Sabatier – UT3 (Scienza, Tecnologia e Salute)
- Institut National Polytechnique de Toulouse - INPT (Ingegneria)
  - École Nationale Supérieure Agronomique de Toulouse; INP-ENSAT (Agronomia)
  - École Nationale Supérieure d’Électrotechnique, d’Électronique, d’Informatique, d’Hydraulique et des Télécommunications – INP-ENSEEIHT (Ingegneria)
  - École Nationale Supérieure des Ingénieurs en Arts Chimiques et Technologiques – INP-ENSIACET (Ingegneria)
  - École Nationale d'Ingénieurs de Tarbes – INP-ENIT (Ingegneria)
  - École Nationale de Météorologie – INP-ENM (Meteorologia)
  - École d'Ingénieurs de Purpan – INP-EI Purpan (Ingegneria)
  - École Nationale Vétérinaire de Toulouse – ENVT (Veterinaria)
- Institut National des Sciences Appliquées de Toulouse – Institut National des Sciences Appliquées de Toulouse|INSA Toulouse (Scienze applicate)
- Institut supérieur de l'aéronautique et de l'espace – ISAE (Aeronautica e Spazio)
- Centre Universitaire de Formation et de Recherche Jean-François Champollion – CUFR Champollion (Vari studi)
- École des Mines d'Albi-Carmaux – EMAC (Ingegneria)
- École Nationale de l'Aviation Civile – ENAC (Aviazione Civile)
- École Nationale de Formation Agronomique – ENFA (Agronomia)
- École Nationale Supérieure d'Architecture de Toulouse – ENSA Toulouse (Architettura)
- Toulouse Business School (TBS) (Affari e Commercio)
- Institut d'études politiques de Toulouse – IEP/Sciences Po Toulouse (Scienze politiche)
- Institut Catholique d'Arts et Métiers de Toulouse – ICAM Toulouse (Ingegneria)